# Cantonul Bordeaux-8
Cantonul Bordeaux-8 este un canton din arondismentul Bordeaux, departamentul Gironde, regiunea Aquitania, Franța.

## Comune
| Comune   | Populație (1999) | Cod poștal | Cod INSEE |
| -------- | ---------------- | ---------- | --------- |
| Bordeaux | 40.383 (1)       | 33200      | 33063     |